# Synoicum atopogaster
Synoicum atopogaster är en sjöpungsart som beskrevs av Kott 1963. Synoicum atopogaster ingår i släktet Synoicum och familjen klumpsjöpungar. Inga underarter finns listade i Catalogue of Life.